# グスタフ・フォアヘア

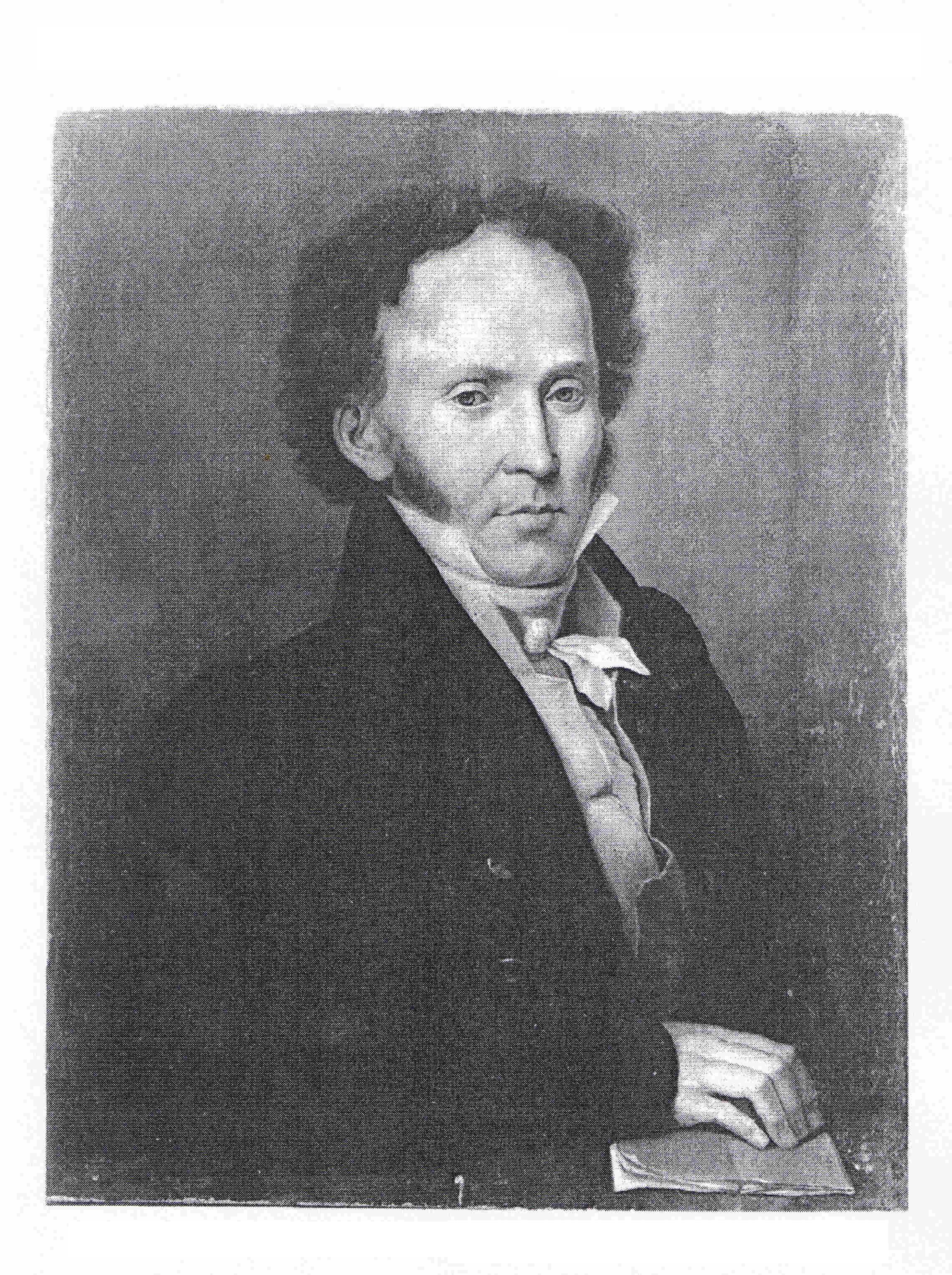
グスタフ・フォアヘア（1820年頃）

ヨハン・ミハエル・クリスティアン・グスタフ・フォン・フォアヘア（Johann Michael Christian Gustav von Vorherr, 1778年10月19日 - 1847年10月1日）は、ドイツの建築家、技術者。
1820年代にバイエルンで建築技師として、とりわけドイツ国土景観保全 (Landspflege) や国土美化の分野で活躍。また1923年創立する王立ミュンヘンのベルリン建築学校 (Baugewerksschule) 設立にも尽力し、死去するまで校長として人材育成にも当たった。バイエルン州の史蹟名勝保全にも参画。文化財保護の先駆者。ミュンヘンには彼にちなんで名付けられた通りがある。

## 人物
フロイデンバッハ（現在のバーデン＝ヴュルテンベルク州クレーグリンゲンの一部）で大工棟梁の家に生まれた。エアランゲンとベルリンで建築を学び、その後マールブルク大学で経済科学を専攻。さらにアンスバッハで自然科学を学んだ。プロイセン王国政府から2年間の奨学金を獲得し、芸術アカデミー・ベルリンで美術を学んだ。
1800年にはヘッセン・シュリッツのゲルツ伯爵家が所有するヘレンブルク城の付属建築物建設の担当長として任命され、1803年までその職にあった。その後オラニエン伯爵家の専属建築家として仕え、1804年からは同地で王宮再建とヴィルヘルム通りの計画などを含む公共事業全体を担当。
1806年にはパリに遊学しジャン＝ニコラ＝ルイ・デュラン・パリのもとで学んだ。後にイタリアやウィーン（1816年）、イギリス、フランス、オランダ、スイス（1825年）への視察旅行も行っている。1807年から2年間、フランス支配下のフルダで建設技師として在職。1808年に著書『ドイツの国土美化について』を発表。
1809年からバイエルン・イーザル地域の財団や自治体における地方建設査察官に就任のため、ミュンヘン建築委員会に移った。1810年から委員会メンバーとして、1815年からは監督顧問官（ミュンヘン市のルートヴィヒスフォアシュタット区域）、1817年からレオ・フォン・クレンツェの王への介入によってルートヴィヒ1世時下に再結成されたバイエルン自由州内務省公共事業の臨時上級委員に就任。1818年からはイーザル地方政府の建設監督官に就任。
この後職務を遂行しながら、国土美化のために各種の協会、委員会などの団体を組織し、さらに農業連合団体や諸工芸会連合会などを組織。1823年には国土改善と美化の連合会を設立。1924年にはエアランゲン大学から名誉学位を授与された。
数々の賞を受賞して、ギリシャ騎士名誉称号やロイヤルバイエルンの建築家としてミュンヘンのロイヤル美術アカデミーの名誉会員にもなり、農業や工科社会とバイエルンの改善学会会長も歴任した。ミュンヘンにて没した。